# Oputina
Oputina (ptičja trava, ptičji dvornik, pasja trava, troskot; lat. Polygonum aviculare) biljka je iz roda Polygonum srodna štavelju i heljdi, porodica dvornikovke. Biljka puže po tlu, a pojedine stabljike narastu do 60 cm dužine. Listovi su ovalno kopljasti, travnate ili plavozelene boje. Cvate sitnim bijelim cvjetovima od lipnja do listopada. Biljka je ljekovita, sasvim mladi listovi i vrhovi su jestivi.
Pučki ljekari koriste je u liječenju pluća i dišnih puteva, jačanje krvi, regulacija, bubrega i mjehura, za izbacivanje kamenaca, izbacivanje pijeska iz bubrega i mjehura, bolesti želuca i crijeva, ženskih bolesti (bijelog pranja, infekcija, jakih mjesečnica itd), bolesti jetre i žuči, upale očiju i upale uha, dijabetesa, celulita i drugog.

## Sastav
Listovi sadrže do 450 mg% askorbinske kiseline te flavonski glikozid avikularin.

## Primjena u medicini
Potiče zgrušavanje krvi,potiče mokrenje,snižava tlak,usporava disanje,te povećava zapreminu pluća,djeluje na muskulaturu maternice.U Rusiji se od biljke nekada proizvodio preparat Avikularen(prašak i tablete).

## Podvrste
- Polygonum aviculare subsp. buxiforme (Small) Costea & Tardif
- Polygonum aviculare subsp. depressum (Meisn.) Arcang.
- Polygonum aviculare var. fusco-ochreatum (Kom.) A.J.Li

## Sinonimi
- Avicularia vulgaris Didr.
- Centinodium axillare Montandon
- Polygonum aequale subsp. oedocarpum Lindm.
- Polygonum agreste Sumner
- Polygonum aphyllum Krock.
- Polygonum araraticum Kom.
- Polygonum aviculare var. angustissimum Meisn.
- Polygonum aviculare var. aviculare
- Polygonum aviculare subsp. aviculare
- Polygonum aviculare var. eximium Asch. & Graebn.
- Polygonum aviculare var. heterophyllum (Lindm.) Munshi & Javeid
- Polygonum aviculare subsp. heterophyllum Asch. & Graebn.
- Polygonum aviculare subsp. monspeliense (Thiéb.-Bern. ex Pers.) Arcang.
- Polygonum aviculare var. neglectum (Besser) Rchb.
- Polygonum aviculare subsp. neglectum (Besser) Arcang.
- Polygonum aviculare subsp. rectum Chrtek
- Polygonum aviculare var. vegetum Ledeb.
- Polygonum berteroi Phil.
- Polygonum ganderbalense Munshi & Javeid
- Polygonum heterophyllum Lindm.
- Polygonum heterophyllum var. angustissimum (Meisn.) Lindm.
- Polygonum heterophyllum var. caespitosum Lindm.
- Polygonum heterophyllum var. eximium Lindm.
- Polygonum heterophyllum var. rubescens (Small) R.J.Davis
- Polygonum heterophyllum f. rubescens (Small) Brenckle
- Polygonum monspeliense Thiéb.-Bern. ex Pers.
- Polygonum neglectum Besser
- Polygonum procumbens Gilib.
- Polygonum retinerve Vorosch.
- Polygonum rubescens Small
- Polygonum scythicum Klokov
- Polygonum striatum K. Koch
- Polygonum uruguense H. Gross

## Vanjske poveznice
- P. aviculare
- P. aviculare
- P. aviculare
- P. aviculare
- P. aviculare